# Akrítas
Akrítas är en ort i Grekland.   Den ligger i prefekturen Nomós Kilkís och regionen Mellersta Makedonien, i den norra delen av landet, 400 km norr om huvudstaden Aten. Akrítas ligger 232 meter över havet och antalet invånare är 263.
Terrängen runt Akrítas är kuperad åt nordväst, men åt sydost är den platt. Runt Akrítas är det ganska glesbefolkat, med 42 invånare per kvadratkilometer. Närmaste större samhälle är Drosáto, 5,5 km öster om Akrítas. Trakten runt Akrítas består till största delen av jordbruksmark.